# フサスゲ
フサスゲ Carex metallica は、カヤツリグサ科スゲ属の植物の一つ。大きさの割には背が高くならないスゲで、房状に多数の穂をつける。

## 特徴
大きな株を作る多年生の草本。草丈は30-70cmほど。匍匐枝はない。葉は細長くて花茎と同長まで伸び、やや硬い葉質で葉幅は3-6mm。基部の鞘は暗褐色で繊維状に細かく裂ける。
花期は5-6月。花茎はやや硬くて太く、立ち上がるが果実が熟するにつれて次第に先が垂れてくる。花茎は断面が3稜形になっているがざらつかず、また途中に1-2の茎葉をつける。花序としては頂小穂が雄性ないし雌雄性、つまり雄花だけから構成されるか、あるいは先端に雌花が並び、基部側に雄花の部分がある。それより下に5-15個の側小穂があり、いずれも雌性で、時に雌雄性のものが出る。また、それら側小穂の、特に中程のものは同一の苞の腋から複数が生じることが多い。雄花、雌花共にその鱗片には光沢がある。小穂の基部の苞は基部が長い鞘となり、先端は葉状部がよく発達する。頂小穂は雄性ならば線形、雌雄性の場合は棍棒状で長さ2-5cm、緑色から錆褐色。雌性の側小穂は円柱形で2-5cm、密に花を着け、基部には柄がある。雄花鱗片は褐色を帯び、中肋は鮮緑色。雌花鱗片は緑白色で中肋が鮮緑色、果胞より短く、先端は突き出して鋭く尖るか、あるいは短い芒になる。果胞は長卵形で長さ7mm、黄緑色で稜の間にわずかに脈があり、無毛、先端は長く突き出した嘴になり、その縁には細かな鋸歯がある。口の部分は左右が突き出して2歯をなす。果実はほぼ果胞に密着しており、卵形で長さ2mm、断面は3稜形で基部に短い脚部がある。柱頭は3つに裂ける。
和名は房菅を意味し、花序がふさふさした様子であることに由来する。また別名にシラホスゲがある。

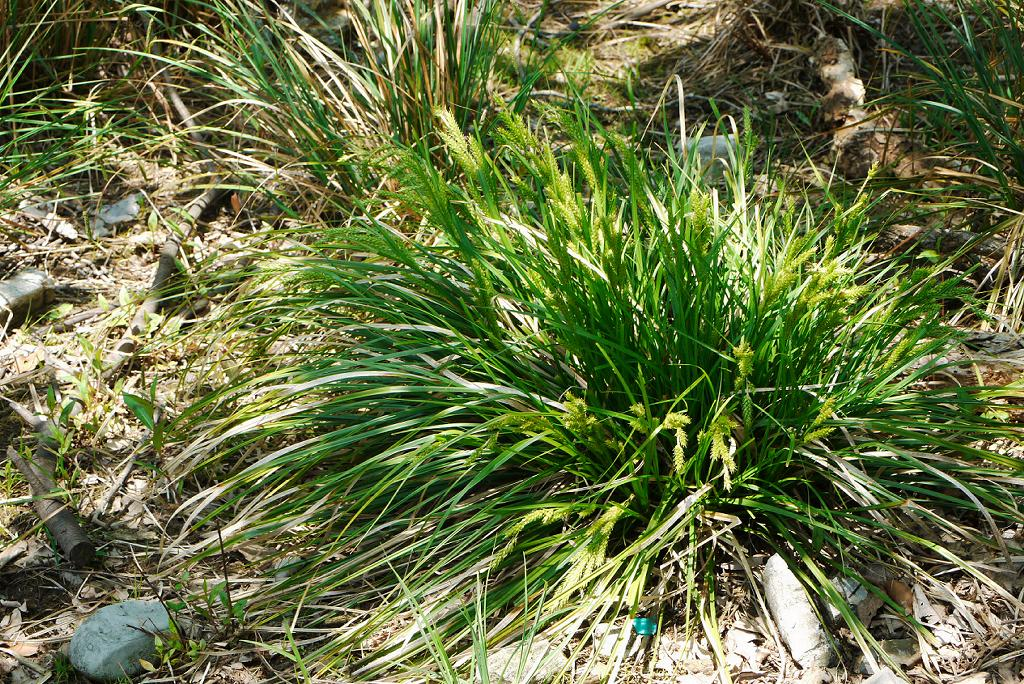
株の様子
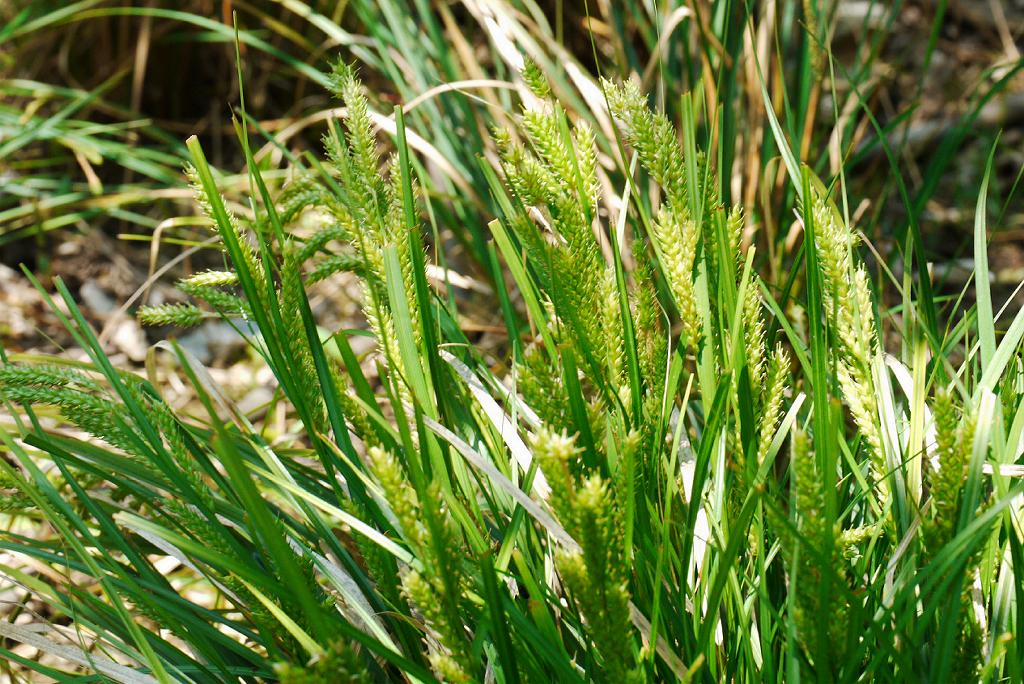
多数の小穂が房状に出る
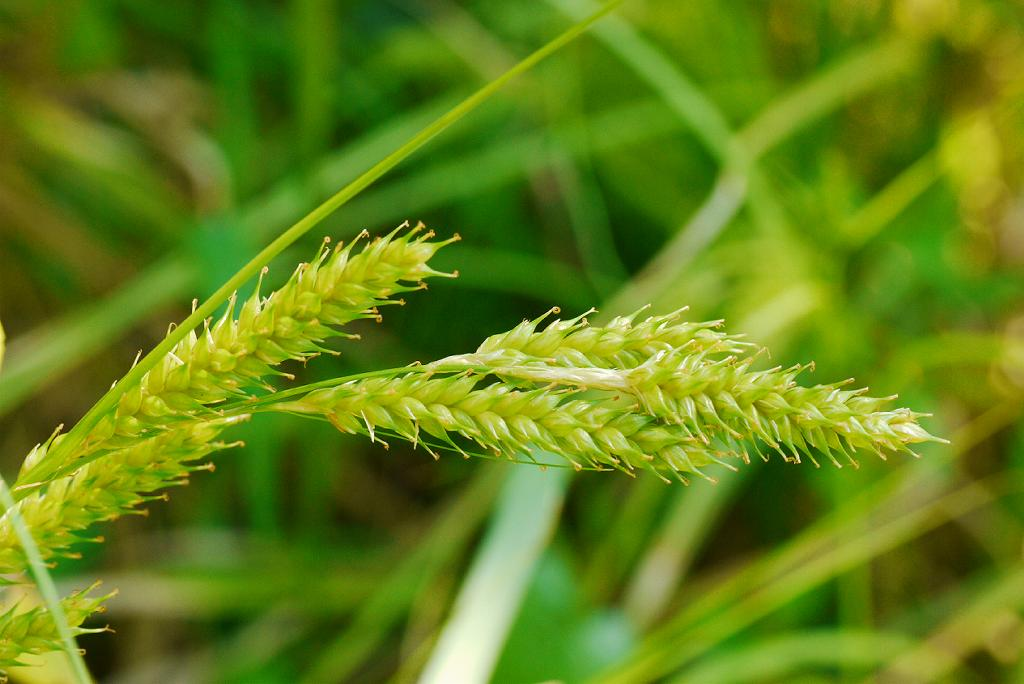
花序の先端部

## 分布と生育環境
本州の静岡県以西、四国、九州と南西諸島から知られ、国外では朝鮮半島、中国南部、台湾に分布する。ただし南西諸島では沖縄島から知られるのみである。
海に近い地域の砂地や草原に生える。

## 分類
勝山(2017)はフサスゲ節とし、日本産では他にアイズスゲをここに含めている。同属の他の種とは大株を作り、小穂が房状になり、またそれが光沢を持つことが独特なので判別はたやすい。

## 保護の状況
分布域は広いが、どこにでもあるものではない。環境省のレッドデータブックには取り上げられてはいないが、各県では取り上げられているところが多い。